# Hans von Berlepsch
Hans Hermann Carl Ludwig von Berlepsch (29 de julio de 1850 - 27 de febrero de 1915) fue un ornitólogo alemán.
Berlepsch estudió la zoología en la Universidad de Halle. Con su riqueza heredada patrocinó a los coleccionistas de pájaros en América del Sur, incluso Jean Kalinowski y el Barón Hermann von Ihering. Su colección de 55 000 pájaros se vendió al museo Senckenberg de Historia Natural en Fráncfort del Meno después de su muerte.

## Obra

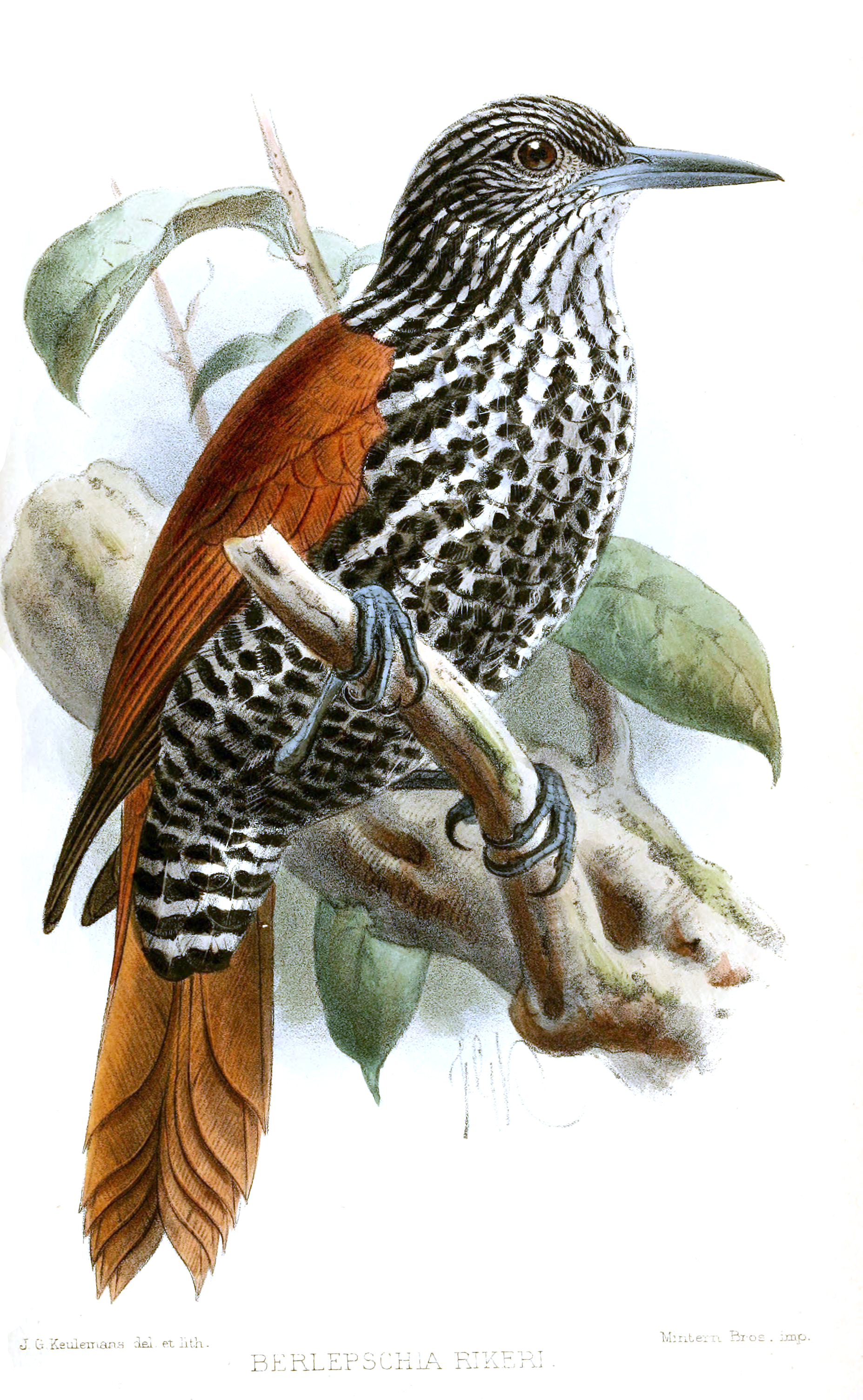
Berlepschia

- Kritische Bemerkungen zur Colibri-Literatur, Separat. aus der Festschrift des Vereins für Naturkunde zu Cassel, vol. 1, 1886
- Kritische Uebersicht der in den sogenannten Bogota-Collectionen (S. O. Colombia) vorkommenden Colibri-Arten und Beschreibung eines neuen Colibrí (Cyanolesbia nehrkorni) , J. für Ornithologie 35 ( 3) 1888: 313-336
- Die Vögel der Insel Curaçao: nach einer von Herrn cand. theol. Ernst Peters daselbst angelegten Sammlung, G. Pätz, 1892
- On the birds of Cayenne, Zoological Museum, 1908
- con Gustav Mützel. Systematisches Verzeichniss der von Herrn Gustav Garlepp in Brasilien und Nord-Peru im Gebiete des oberen Amazonas gesammelten Vogelbälge, Miscellanea ornithologica, Band 31, 1886
- con Hermann von Ihering. Die Vögel der Umgegend von Taquara do Mundo Novo, Prov. Rio Grande do Sul, Zeitschrift für die Gesammte Ornithologie, vol. 2, 1885: 144-145
- con Jan Sztolcman, John Gerrard Keulemans. On the ornithological researches of M. Jean Kalinowski in Central Peru, Proc. of the Zoological Society of London, 1896

### Publicaciones
- Berlepsch, H. von (1901). «Mitteilungen Über die von den Gebrüdern G. und O. Garlepp in Bolivia gesammelten Vögel und Beschreibungen neuer Arten». Journal für Ornitologie (en alemán) (Leipzig) (477pp. Ser.5, 49: 81-99). Disponible en Biodiversitas Heritage Library.

## Honores
Género
- Berlepschia Ridgway, 1887 (Passeriformes)

Especies
- Chaetocercus berlepschi Simon, 1889 - colibrí de Esmeraldas (Apodiformes)
- Anthocephala berlepschi Salvin, 1893 - colibrí de Tolima (Apodiformes)
- Parotia berlepschi Kleinschmidt, 1897 - ave del paraíso de Berlepsch (Passeriformes)
- Crypturellus berlepschi (Rothschild, 1897) - tinamú tizón (Tinamiformes)
- Myrmeciza berlepschi (Hartert, 1898) - hormiguero colimocho (Passeriformes)
- Dacnis berlepschi Hartert, 1900 - dacnis pechirrojo (Passeriformes)
- Asthenes berlepschi - canastero de Berlepsch (Passeriformes)
- Aglaiocercus berlepschi (Hartert, 1898) - silfo de Berlepsch (Apodiformes)
- Rhegmatorhina berlepschi - hormiguero arlequín (Passeriformes)
- Myrmothera berlepschi - tororoí amazónico (Passeriformes)
- Thripophaga berlepschi - colasuave dorsirrufo (Passeriformes)

## Redescubrimiento reciente
En diciembre de 2005, el ave de paraíso Parotia berlepschi, previamente sólo conocido de un solo espécimen taxidermizado de una piel de hembra de origen desconocido, se descubrió en las Montañas de Foja, en Papuasia por el ornitólogo vicepresidente de Conservación Internacional Bruce Beehler. Se tomaron las primeras fotografías de esta ave en el redescubrimiento de la especie.

## Abreviatura (zoología)
La abreviatura Berlepsch  se emplea para indicar a Hans von Berlepsch como autoridad en la descripción y taxonomía en zoología.

## Literatura
- Carl Eduard Hellmayr. Hans Graf von Berlepsch - Eine Lebensskizze, J. of Ornithology 63 ( 4) 1915[1]